# Nemzetközi Duna-túra

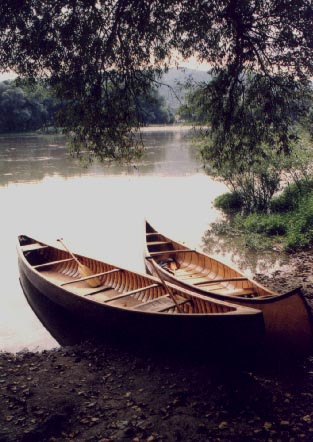
Fakenu

A nemzetközi Duna-túra, más néven TID (Tour International Danubien) 2455 folyamkilométeren a németországi Ingolstadttól a bulgáriai Szilisztrán keresztül a Fekete Tengerig tart. A túra teljes ideje közel két és fél hónap. Ez alatt az idő alatt teszik meg a lelkes kenusok és kajakosok (néha egyéb alkotmányok is feltűnnek), akiknek van idejük és erejük a teljes túrán részt venni. De van lehetőség bárhol csatlakozni a túrához, és rövidebb távot teljesíteni annak valamelyik részén.
A túrát nonprofit szervezetek készítik elő minden részt vevő országban. Ezek az országok: Németország, Ausztria, Szlovákia, Magyarország, Szerbia, Horvátország, Bulgária és Románia. A megmozdulás kerettúra, tehát a szervezők nem gondoskodnak mindenről, a résztvevők élelmet, hajót, sátrat maguknak készítenek, szállítanak és állítanak.